# Julián Escalante
Julián Escalante Solana (La Concha, Cantabria, 1898 - Ampuero, Cantabria, 1979) fue un religioso español.

## Biografía
Entre 1908 y 1919 estudió Humanidades, Filosofía y Teología en el Seminario de Monte Corbán, también se formó en la Universidad Pontificia de Burgos y en la Pontificia Universidad Gregoriana, donde estudió Derecho canónico. En 1922 fue ordenado presbítero y en 1923 se doctoró, siendo entre 1928 y 1934 profesor de Sagrada Escritura, Ética y Derecho Natural, que simultaneó desde 1931 con la prefectura de Disciplina del Teologado. En 1940 desempeñó el cargo de arcipreste de la Bien Aparecida, mientras que desde 1934 hasta su fallecimiento fue párroco de Ampuero, antes había dirigido las parroquias de Lamasón y Molleda.